# Microhyla mihintalei
Microhyla mihintalei là một loài ếch trong họ Microhylidae. Chúng là loài đặc hữu của Sri Lanka.